# الجنة أند الجحيم

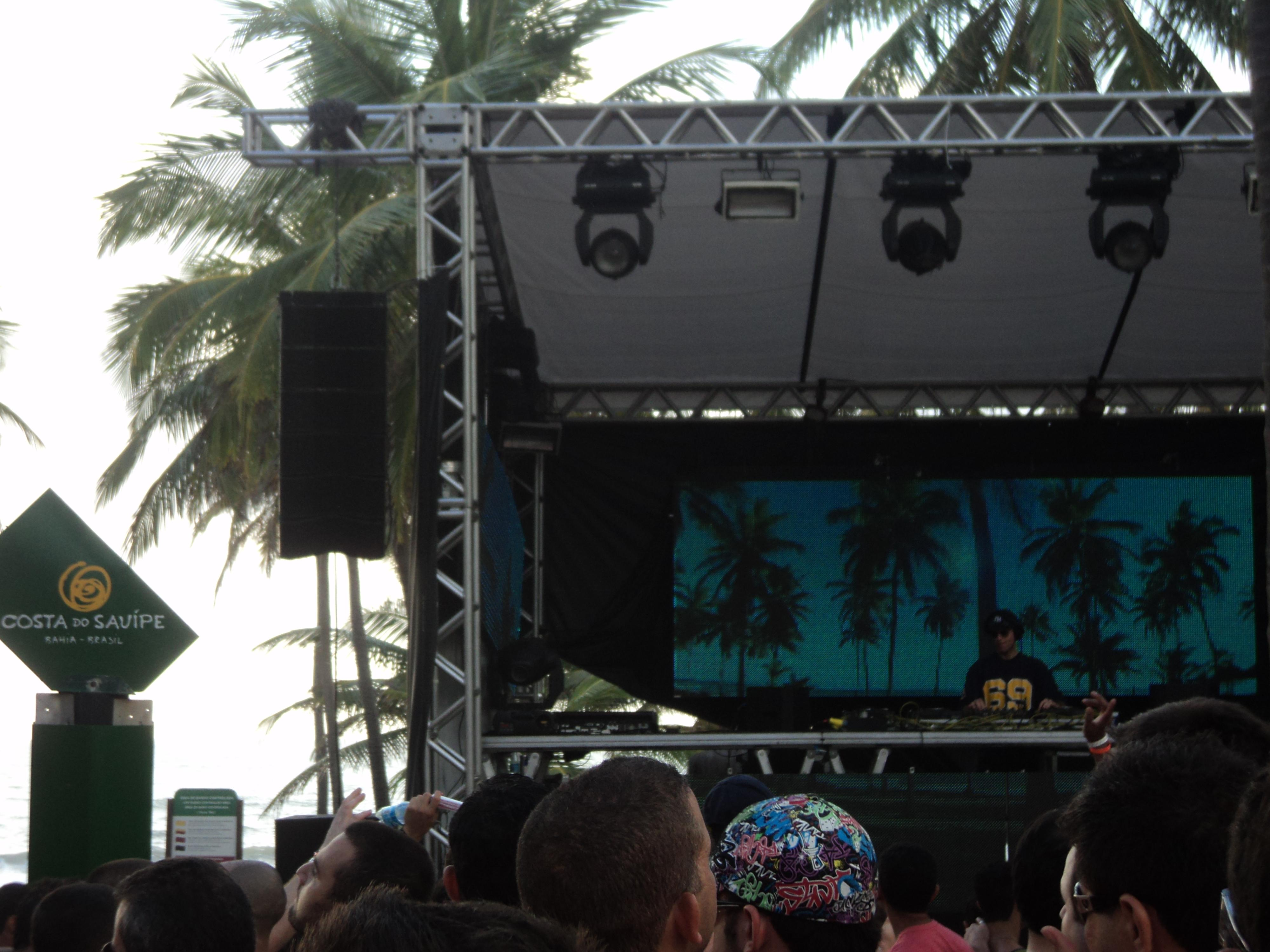
دي جيه بيتر روهوفر في الجنة أند الجحيم في عام 2010

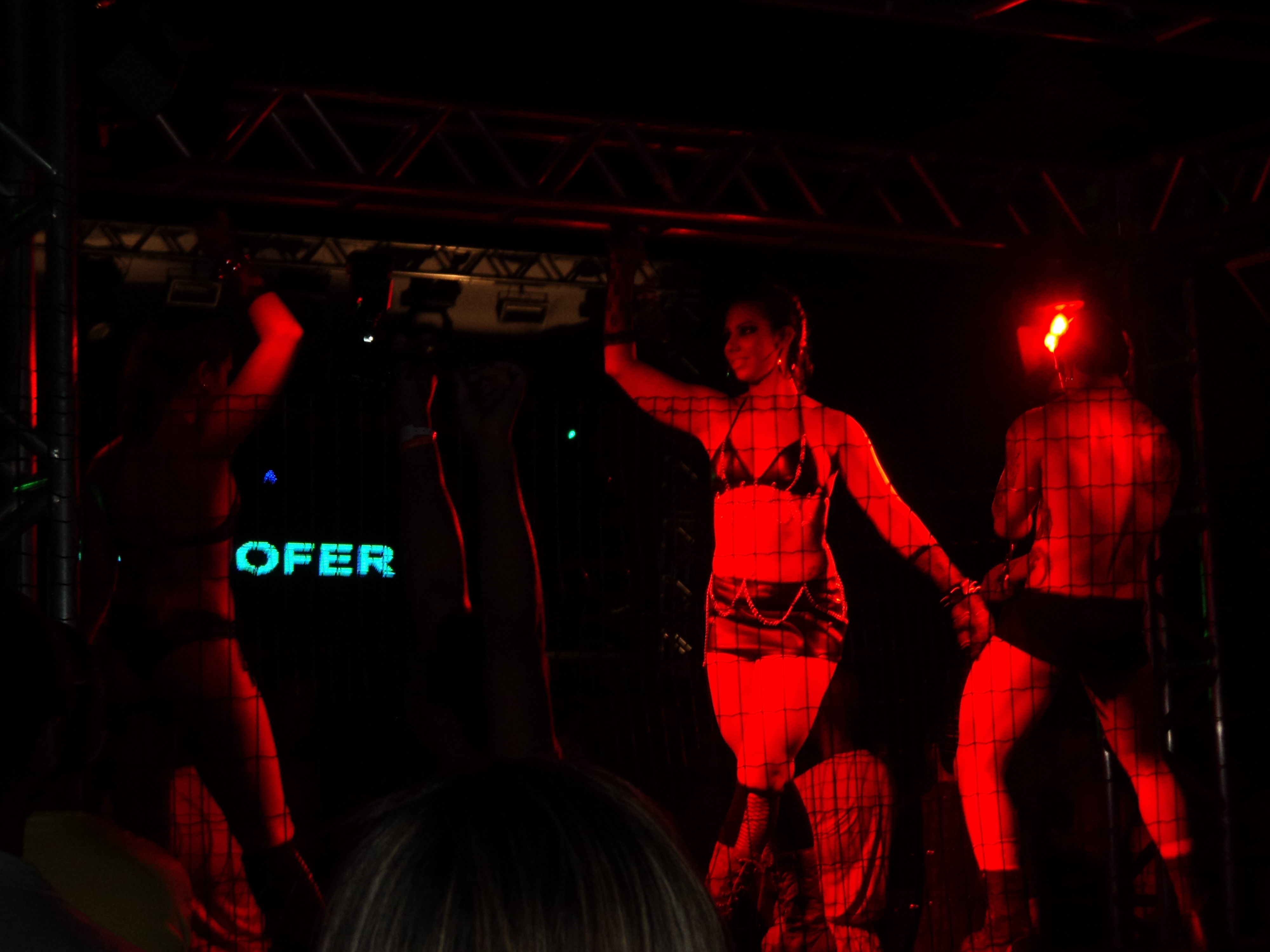
راقصات في الجنة أند الجحيم في عام 2010.

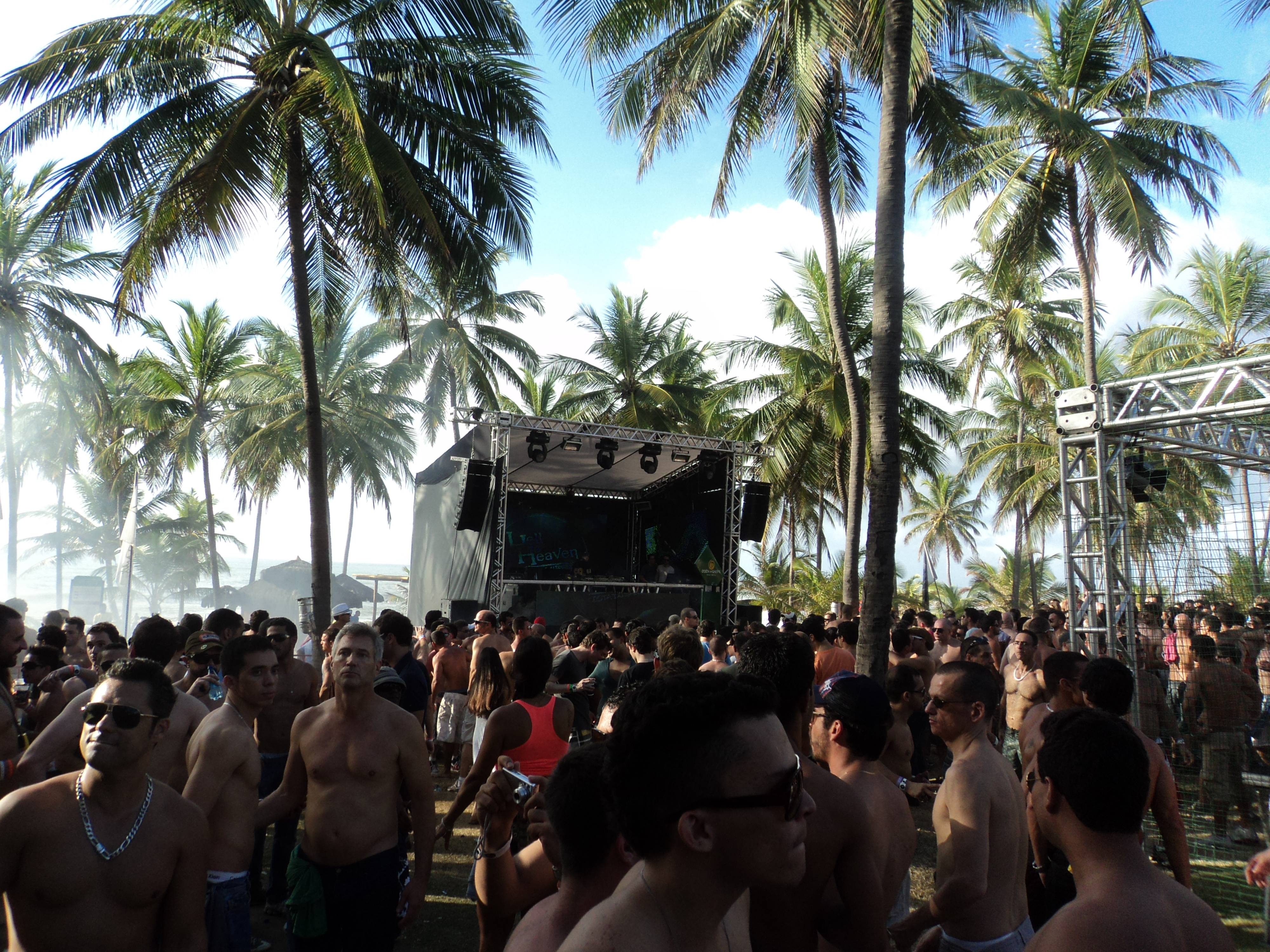
بعض المشاركين في الجنة أند الجحيم في عام 2010

الجنة أند الجحيم (بالإنجليزية: Hell & Heaven)‏ هو عبارة عن حدث برازيلي سنوي للمثليين، وحدثت النسخة الأولى في عام 2009. كان موقع الحدث بمثابة منتجع شاطئي بالقرب من مدينة ماتا دي ساو جواو، وساحل ساوبي، ولاية باهيا، شمال شرق البرازيل بين عامي 2009 و 2011. في عام 2012 عقد الحدث في غواراجوبا في منتجع فيلا غالي. يربط الطريق السريع الخط الأخضر يربط غواراجوبا مع سلفادور ومطار سلفادور الدول.
يعتبر الجنة أند الجحيم حدثا فريدا من نوعه حيث يجتمع المشاركون من البرازيل وجميع أنحاء العالم في 3 حفلات. يصطف الدي جيه الدوليون من المشهد الإلكتروني في الحدث الأول من هذا النوع، ولا سيما المثليون منهم، في مجمع الفنادق الرئيسي بأمريكا اللاتينية.
تتوفر خيارات باقة العطلات المتنوعة بين ليلتين وثماني ليال في غرف فردية أو مزدوجة أو ثلاثية. تشمل جميع الطرود النقل الداخلي في ساحل ساوبي، ومجموعة الترحيب الخاصة للجنة أند الجحيم، وتذاكر السفر لجميع الأطراف، والوصول إلى جميع وسائل الراحة والترفيه في ساوبي، والأطعمة المجانية المتنوعة. تبلغ مساحة المنتجع 170 هكتار (420 فدان)، والألقاب هي «قطعة من الجنة» و «كانكون البرازيلية».
يضم مجمع كوستا دو ساوبي خمسة فنادق كبيرة، مع خمسة نجوم: "كوستا دو ساوبي أول إنكلوسيف" (بالبرتغالية: Costa do Sauípe All Inclusive‏)، و"كوستا دو ساوبي غراندي هوتيل" (بالبرتغالية: Costa do Sauípe Grande Hotel‏)، و"كوستا دو ساوبي غولف أند سبا" (بالبرتغالية: Costa do Sauípe Golf & Spa‏)، و"كوستا دو ساوبي سويتس (بالبرتغالية: Costa do Sauípe Suites‏)، و"سوبركلابس بريزيز" (بالبرتغالية: SuperClubs Breezes‏).
تقع على الحدود بين البحر ويضم أكثر من 1500، المركز الرياضي مع لعبة غولف المركز، دورات تنس ومركز بحري وومركز لركوب الخيل. يناسب المطبخ معظم الأذواق ويتم تقديم المطاعم التي تتميز بالأطباق البرازيلية والفرنسية والإيطالية، واليابانية. الذين يقدمون نفس الباقات الشاملة التي جلبت لهم النجاح في منطقة البحر الكاريبي.
ومع ذلك، فإن المنطقة لديها العديد من خيارات الفنادق وبيوت الشباب و «بوساداس» (بالبرتغالية: pousadas‏) (فندق صغير). قرية جديدة من الشاطئ «فيلا نوفا دا برايا» هي منطقة التسوق الهامة في منطقة سوابي.
المنطقة المشار إليها كساحل نخيل جوز الهند (بالإنجليزية: Costa dos Coqueirais)‏ تتسع لأكثر من 4000 شخص. يعتبر المنتجع واحد من الأفضل في البرازيل. مع ثمانية عشر مطعمًا، ثمانية عشر حوضًا للسباحة ومجمعًا مائيًا، وخمسة مراكز رياضية، ونادي واحد للغولف، و 6 كم (3.7 ميل) من الشواطئ الاستوائية. في عام 2008، استقبلت ولاية باهيا 180,000 أجنبي، وهو أكبر عدد في شمال شرق البرازيل.
الجنة أند الجحيم هو أول مهرجان للمثليين للموسيقى الإلكترونية في منتجع كوستا دو سوابي. لدى المنتجع شهرة في تنفيذ الأحداث الكبيرة. في عام 2008، استقبل 34 رئيسًا من بلدان أمريكا اللاتينية، بما في ذلك لويس إيناسيو لولا دا سيلفا، وراؤول كاسترو، وهوغو تشافيز. الحدث الآخر هو سوابي فوليا، وهو مهرجان للموسيقى البرازيلية، بما في ذلك مطربين مهمين مثل إيفيت سانغالو.
العديد من المدن في مختلف أنحاء البرازيل (مثل: ساو باولو، ريو دي جانيرو، سالفادور، ريسيفي، بيلو هوريزونتي، كوريتيبا، فلوريانوبوليس، وغيرها) والعالم (مثل: بوينس آيرس، كامبريدج، لوس أنجلوس، ميامي، منيابولس، نيويورك، وواشنطن العاصمة) هي نقطة الانطلاق لأولئك الذين يرغبون في الاستمتاع بالمهرجان الإلكتروني الأول المصمم خصيصًا للمثليين في منتجع فاخر.
لدى كرنفال الجنة أند الجحيم شركاء وطنيون وإقليميون مع أكبر النوادي الليلية المثلية من البرازيل، مثل «فليكس كلاب» (بالبرتغالية: Flexx Club‏) في ساو باولو. سان سيباستيان سلفادور (بالبرتغالية: San Sebastian Salvador‏)و «أوف كلاب» (بالبرتغالية: Off Club‏) في سالفادور؛ نادي جوزفين (بالبرتغالية: Josefine Club‏) في بيلو هوريزونتي؛ ميتروبول (بالبرتغالية: Metrópole‏) في ريسيفي؛ (بالبرتغالية: Divino Lounge Bar‏) في كامبيناس؛ (بالبرتغالية: Jivago Lounge‏) في فلوريانوبوليس.
الشركاء الدوليون هم اثنان من الأرجنتين، «فراندلي أبارتمينتس» (بالإنجليزية: Friendly Apartments)‏ و «ريو باي كوبار» (بالإسبانية: Rheo by Crobar)‏. وخمسة من الولايات المتحدة، أسبوع الحفلة البيضاء، ماستيربيت، مهرجان حفلة الشتاء، رحلات أطلانطس، وفرقة العمل الوطنية للمثليين. ويعتبر رعاة الجنة أند الجحيم هي آوسيابوم (بالإنجليزية: aussieBum)‏ من أستراليا، وسكاي فودكا (بالإنجليزية: Skyy vodka)‏ من ولاية كاليفورنيا الأمريكية.